# Antigua en Barbuda
Antigua en Barbuda (Engels: Antigua and Barbuda) is een eilandstaat in het oostelijk deel van de Caraïbische Zee, op de grens met de Atlantische Oceaan, bestaande uit de eilanden Antigua, Barbuda en het onbewoonde Redonda. De eilanden maken deel uit van de Bovenwindse Eilanden, die behoren tot de Kleine Antillen. Ten zuiden van Antigua en Barbuda bevindt zich het Franse eiland Guadeloupe, in het zuidwesten het Britse Montserrat, in het westen Saint Kitts en Nevis en in het noordwesten het Franse territorium Saint-Barthélemy.
Antigua en Barbuda is lid van het Gemenebest van Naties en het werd onafhankelijk van het Verenigd Koninkrijk op 1 november 1981. Het land is een Commonwealth realm met Charles III als staatshoofd. In 2011 telde het land 85.567 inwoners. De bevolkingsdichtheid was toen 195 inwoners per km².

## Geschiedenis
Antigua en Barbuda werd voor de overheersing door Europese mogendheden bewoond door Ciboney, een groep indianen die leefden in het Caraïbisch gebied. De eerste beschaving op het eiland gaat terug tot 2900 v.Chr. Later, rond 1200 n.Chr. werd het eiland bewoond door Arowakken die Antigua Waladli noemden, en Barbuda Wa'omoni.
Christoffel Columbus kwam in 1493 aan op de eilanden en noemde het grootste Santa Maria de la Antigua. In 1632 arriveerden de eerste Britse kolonisten uit Saint Kitts onder leiding van Thomas Warner op Antigua, en stichtten Falmouth. In 1666 werd de kolonie aangevallen en veroverd door de Fransen, maar werd in 1667 tijdens de Vrede van Breda teruggeven aan het Verenigd Koninkrijk,
In 1668 werd Saint John's gesticht als tweede nederzetting, en werd in 1842 de hoofdstad van Antigua. en werd Barbuda gekoloniseerd. In 1685 werd Barbuda in leen gegeven aan de familie Codrington. Om Antigua beter te kunnen verdedigen werd in de baai ten zuiden van Falmouth, English Harbour aangelegd als marinebasis voor de Royal Navy. Antigua werd in de 17e eeuw ook regelmatig aangevallen door Arowakken uit Guadeloupe, en 1693 werd een wet aangenomen voor de verdrijving van de inheemsen.

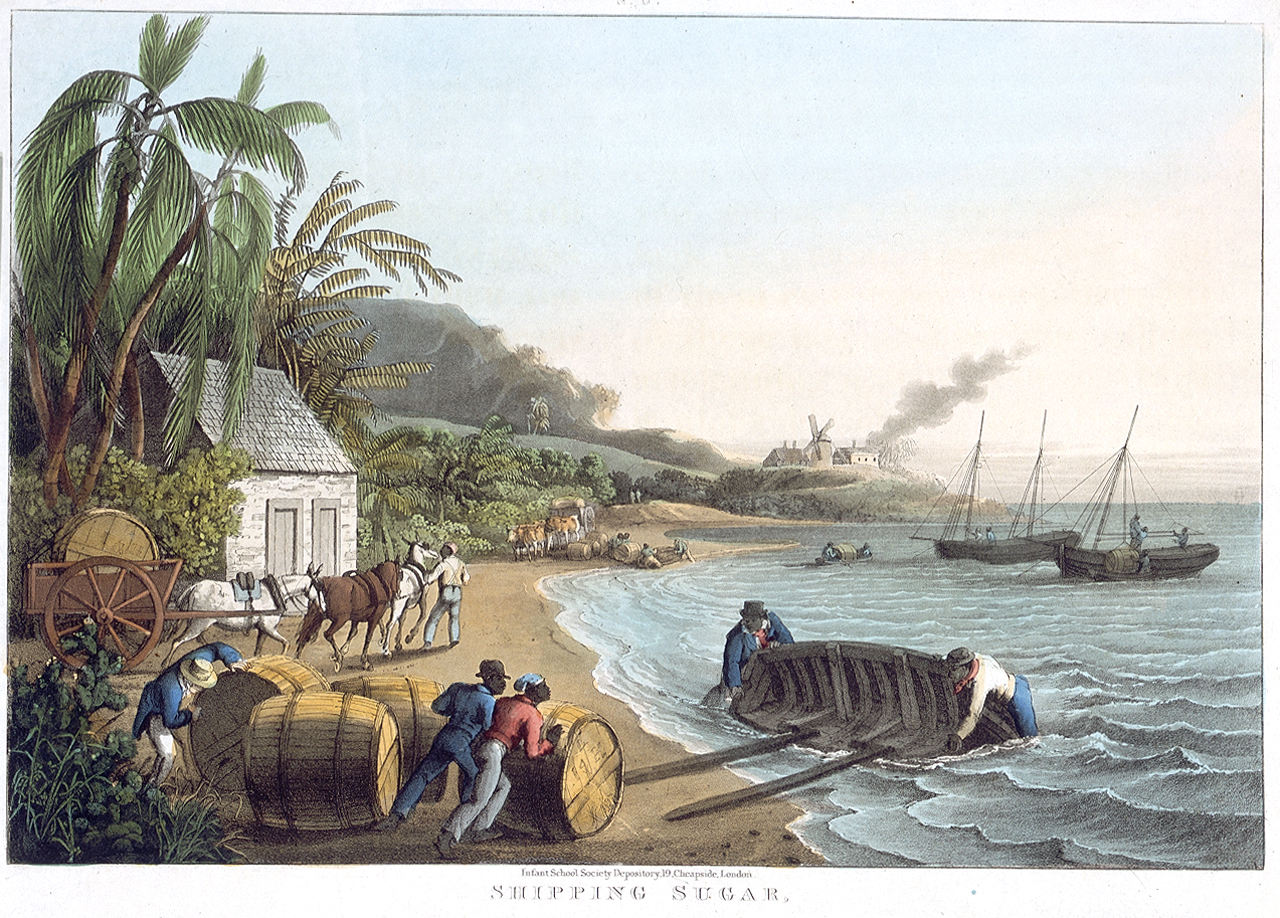
Verscheping van suiker aan het strand (1823)

Vanaf de jaren 1640 werden slaven uit Afrika gehaald om op de plantages te werken. Eerst werd tabak verbouwd op het eiland. Rond 1650 werd Betty's Hope gesticht als eerste suikerrietplantage. In 1745 had Antigua 160 suikerplantages en waren er ongeveer 28.000 slaven. In 1834 werd de slavernij afgeschaft. Suiker beleef het belangrijkste exportproduct. In de jaren 1890 mislukte de oogst, en de wereldwijde suikerprijs daalde. Veel plantages werden verlaten, en de plantagehouders verlieten Antigua.
Antigua werd in het begin van de 20e eeuw omschreven als een eiland van sloppenwijken. In 1941 werd door de Amerikanen een vliegbasis en een marinebasis aangelegd op het eiland ter verdediging van het Panamakanaal en de vitale industrie in Aruba en Trinidad en Tobago tegen aanvallen van Duitse U-boten. De komst van de Amerikanen stimuleerde de economie van de eilanden. In de jaren 1960 begon het toerisme naar de eilanden. De economie is sindsdien gebaseerd op massatoerisme en daarnaast is het een belastingparadijs.
In 1981 werd het land onafhankelijk van het Verenigd Koninkrijk maar bleef lid van het Gemenebest van Naties en hield Elizabeth II van het Verenigd Koninkrijk als staatshoofd. Het hoofd van de regering is sinds 2014 premier Gaston Browne. In 2017 werd Barbuda zwaar getroffen door orkaan Irma, een deel van de  bevolking werd toen geëvacueerd.

## Demografie
Het eiland Antigua is redelijk dicht bevolkt, en de meerderheid van de bevolking woont in en rond de hoofdstad Saint John's. Het eiland Barbuda is met 1.634 inwoners (1911) zeer dunbevolkt. Het inwoneraantal neemt gestaag toe. In 1946 waren de eilanden bewoond door 41.757 inwoners. In 2001 was het gestegen tot 76.886, en in 2011 tot 85.567 personen.
Antigua en Barbuda kent een sterke immigratie vanuit het Caraïbische gebied. In 2011 was 30% van de bevolking elders geboren.:7 In 2011 was 87% van de bevolking van Afrikaanse oorsprong. Voor de rest wonen er mensen van gemengde afkomst (4%), Hispanics (3%), blanken/Europeanen (2%). De inheemse bevolking betrof 0,3%.:13-14

### Godsdienst
Meer dan 75% van de bevolking is christen. De grootste christelijke kerkgenootschappen zijn:
- Anglicaanse Kerk (32,1%)
- Moravische broederschap (12%)
- Katholieke Kerk (10,8%)
- Methodistische Kerk (9,1%)
- Zevendedagsadventisten (8,8%)
- Jehova's getuigen (1,2%)
- Rastafarigemeente (0,8%)

### Grootste plaatsen

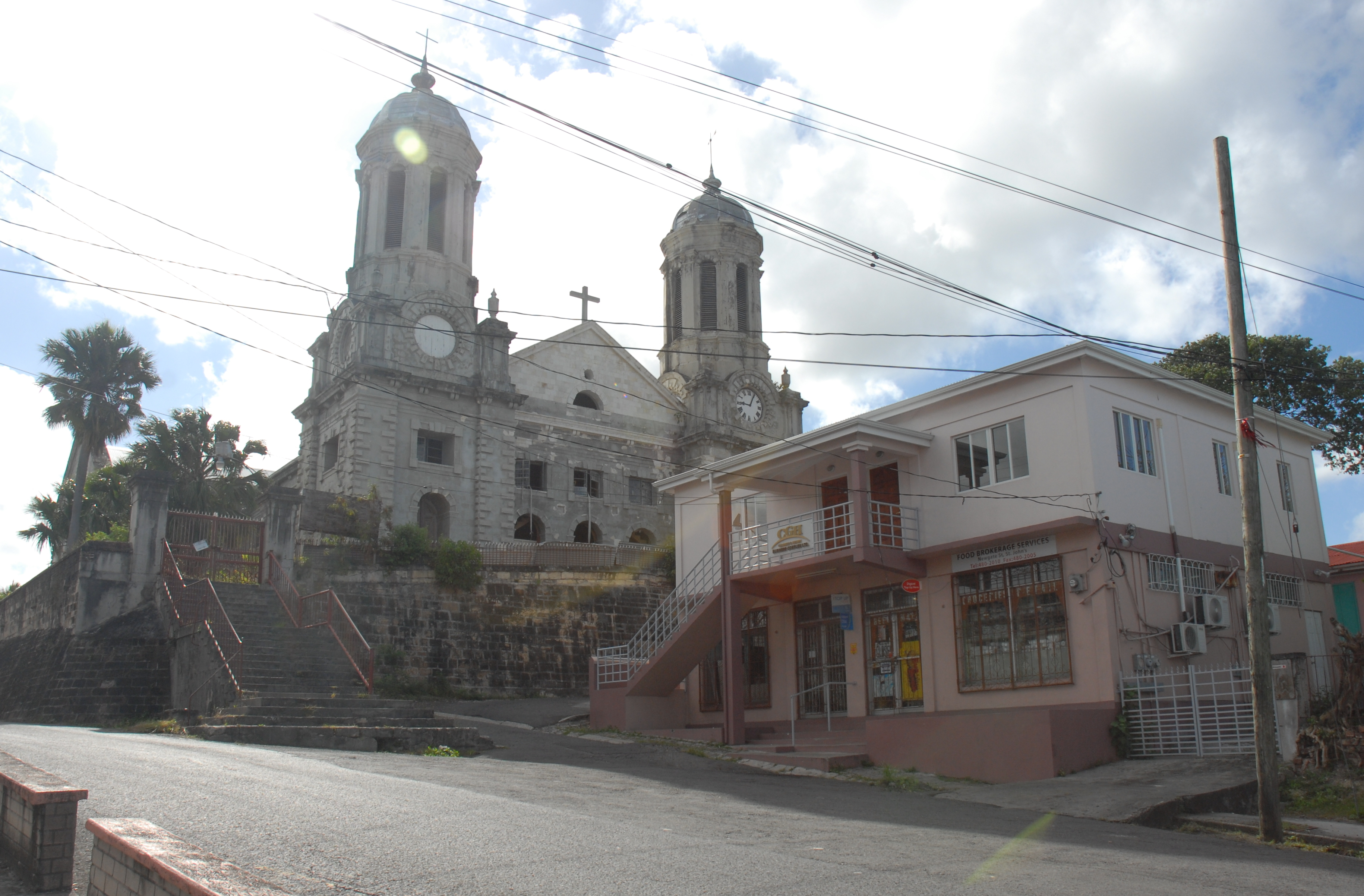
Kathedraal van Saint John's

De zeven grootste plaatsen van Antigua en Barbuda (alle gelegen op het eiland Antigua) waren volgens de volkstelling van 2001:
| Plaats           | Inwoners |
| ---------------- | -------- |
| Saint John's     | 22.219   |
| All Saints       | 3.022    |
| Liberta          | 2.080    |
| Bolands          | 1.988    |
| Swetes           | 1.873    |
| Potter's Village | 1.519    |
| Parham           | 1.491    |

De grootste plaats van Barbuda is Codrington (914 inwoners in 2001).

## Geografie

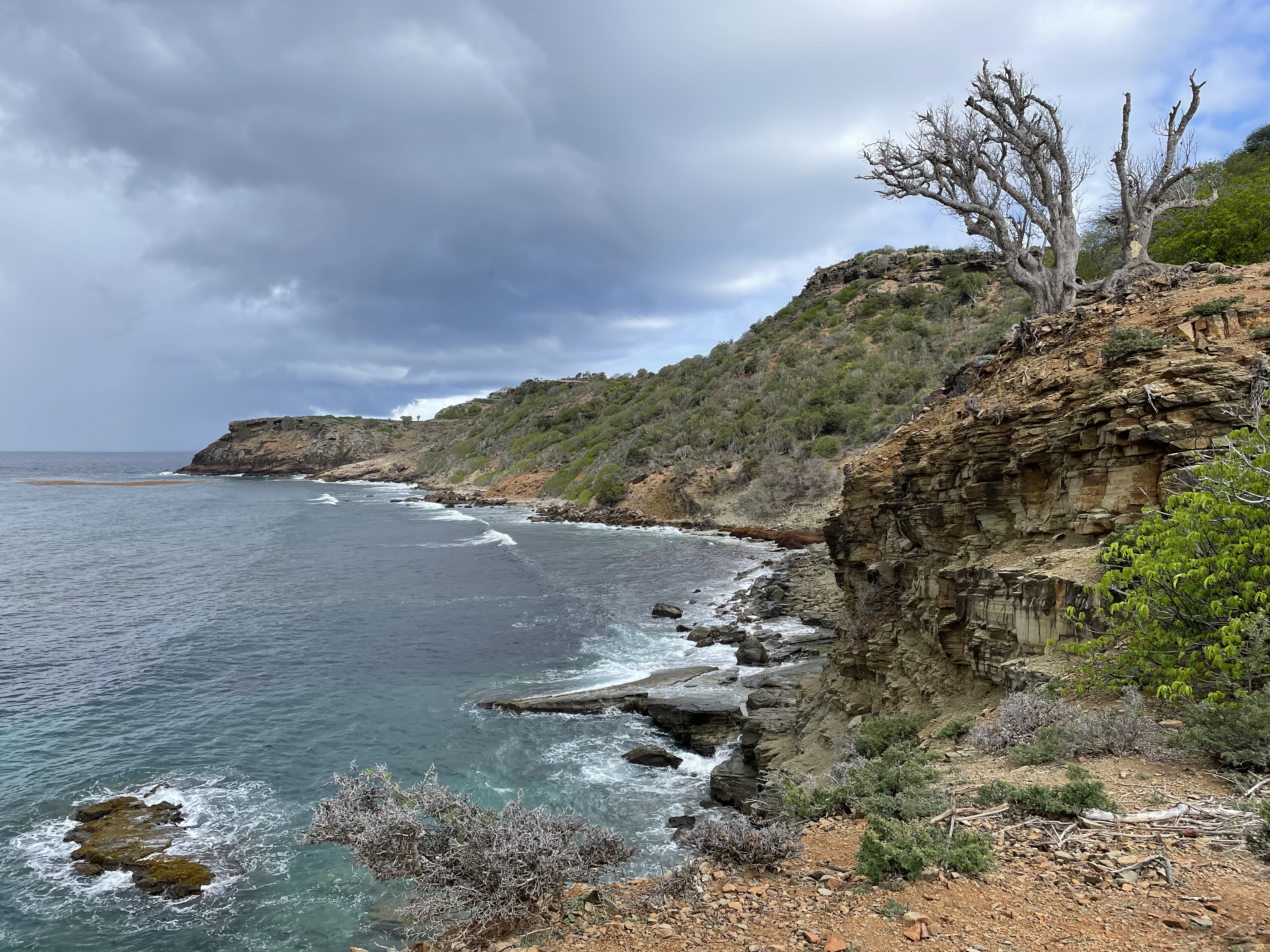
Zuidkust van Antigua

Het eiland Antigua is van vulkanische oorsprong en is ongeveer 30 miljoen jaar geleden ontstaan. Ten noorden van vulkaan vormden zich riffen die langzaam naar boven kwamen. Boggy Peak is de hoogste berg met een hoogte van 402 meter. De vulkaan was tussen de 7 en 20 miljoen jaar voor het laatst actief, en wordt beschouwd als dood. Ongeveer 10.000 jaar geleden werden Antigua en Barbuda van elkaar gescheiden door een ondiepe zee. Het zuiden van Antigua is heuvelachtig. Het noorden en Barbuda zijn relatief vlak. Er zijn weinig bossen op de eilanden, en de eilanden zijn droog met alleen periodiek rivieren.

### Eilanden

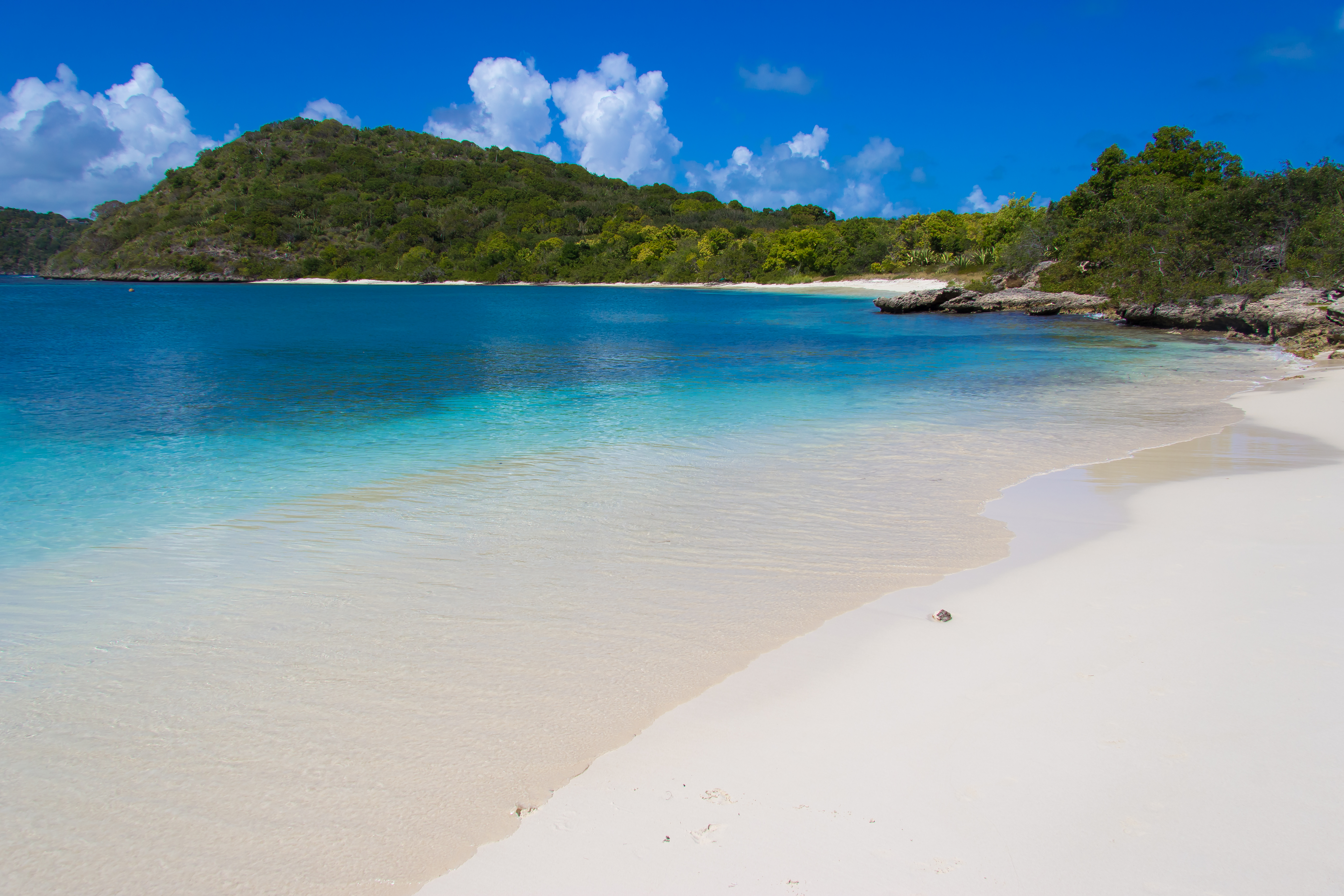
Strand van Green Island

Naast de twee grootste eilanden horen er nog enkele eilandjes en rotspunten bij Antigua en Barbuda.
- Antigua
- Barbuda
- Codrington Island
- Crump Island
- Great Bird Island
- Green Island
- Guiana Island
- Hell's Gate
- Long Island
- Maiden Island
- Pelican Island
- Prickly Pear
- Redonda
- York Island

### Bestuurlijke indeling

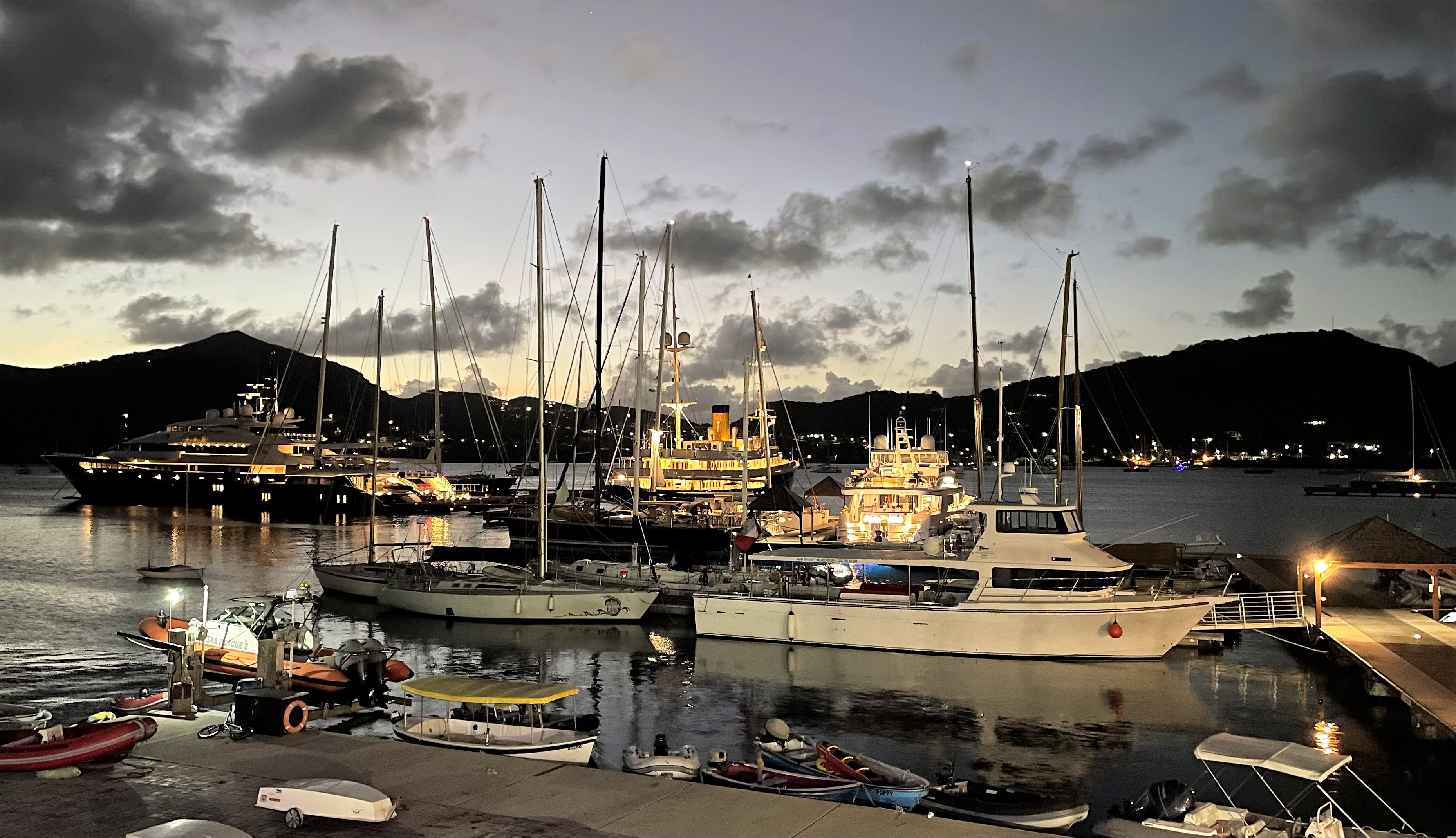
Jachthaven van English Harbour in Saint Paul

Antigua en Barbuda kent naast de centrale overheid slechts twee mogelijke bestuurslagen, een territoriale onderdeel waar regels vastgesteld en/of beslissingen worden genomen over dat gebied en/of zijn bewoners. Dat betreft de afhankelijkheid (dependency) Barbuda, die binnen Antigua en Barbuda als afhankelijkheid een autonome status heeft, en sommige dorpen hebben een dorpsraad. Ook Redonda is een afhankelijkheid, maar heeft geen inwoners en geen bestuur.
Het eiland Antigua is onderverdeeld in zes parishes zonder bestuurlijke rol:
- Saint George
- Saint John
- Saint Mary
- Saint Paul
- Saint Peter
- Saint Philip

### Stranden

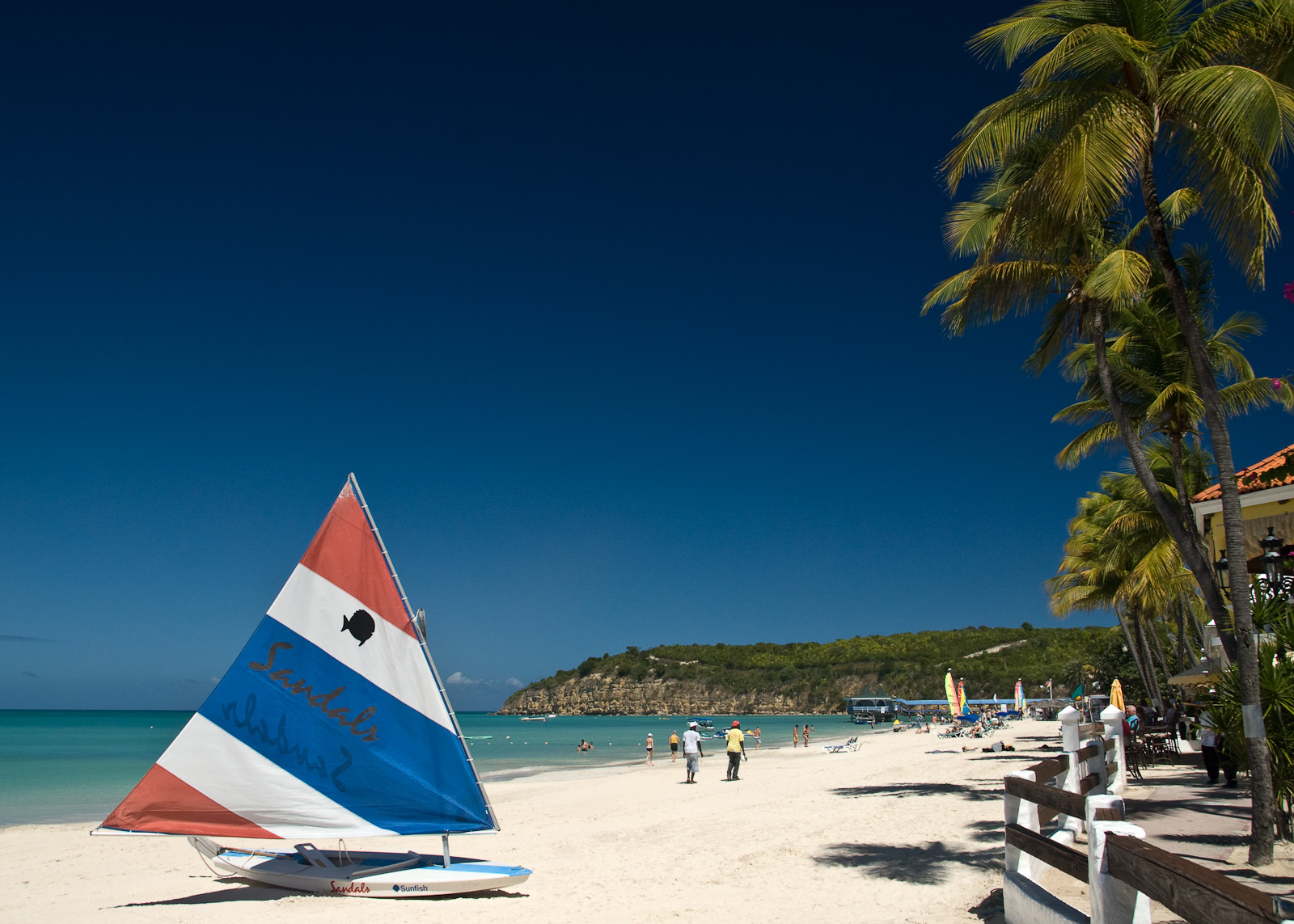
Dickenson Bay

Antigua en Barbuda staan bekend om hun lange stranden met wit zand. Officieel heeft Antigua 365 stranden, maar de telling is een geheim. De belangrijkste stranden zijn:
- Dickenson Bay, een van de drukkere stranden ten noorden van Saint John's.
- Ffryes Bay, een van de drukkere stranden in het westen van Antigua.
- Fort James Beach, een strand vlak bij het centrum van Saint John's dat een oud fort bevat.
- Half Moon Bay, een strand in het oosten van Antigua met wilder water.
- Hawksbill Bay, een baai met vier stranden ten oosten van Saint John's. Eden Beach, het laatste strand, is het enige naaktstrand van het land.
- Long Bay, een stranden in het noordoosten dat populair is om te snorkelen en duiken.
- Low Bay Beach, een strand met periodiek roze zand op Barbuda met een lengte van 18 km.
- Princess Diana Beach, een strand met periodiek roze zand op Barbuda dat in 2011 vernoemd is naar Diana Spencer.[27]

### Flora en Fauna

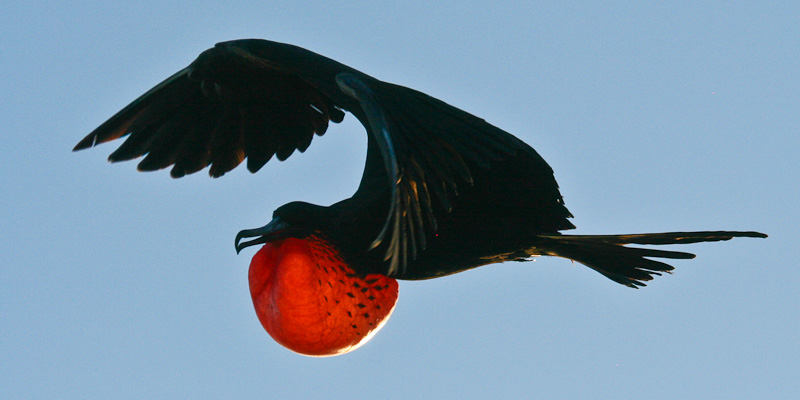
Fregatvogel in Barbuda

De bossen op Antigua waren in het verleden voor het grootste  gedeelte gekapt voor de suikerrietplantages. In 2020 bestond 0,10% van de totale oppervlakte uit oerbos. Het toerisme en de bevolkingsdruk in het stedelijk gebied veroorzaken een verdere bedreiging voor de natuur. Een groot deel van het eiland Barbuda bestaat nog uit ongerepte natuur, maar anno 2021 werd in het beschermde natuurgebied Codringtonlagune bungalows en een golfbaan aangelegd. Invasieve soorten als ratten, mangoesten en geiten zorgen voor een verdere bedreiging van de inheemse fauna.
Endemische dierensoorten die op Antigua, Barbuda en de andere eilanden voorkomen zijn de hagedis Pholidoscelis griswoldi, de slang Alsophis antiguae, en de Barbudazanger. De Codringtonlagune in Barbuda herbergt de grootste fregatvogelkolonie van het Caraïbisch gebied.

## Politiek en bestuur
Antigua en Barbuda is een constitutionele monarchie en heeft Charles III van het Verenigd Koninkrijk als staatshoofd. De koning wordt er in de praktijk vertegenwoordigd door een gouverneur-generaal. Het parlement van het land bestaat uit twee kamers: het Huis van Afgevaardigden en de Senaat. De regering wordt geleid door de premier; sinds 2014 is dit Gaston Browne.
Zie ook:
- Lijst van gouverneurs-generaal van Antigua en Barbuda
- Lijst van premiers van Antigua en Barbuda

## Economie

Exports in 2017

De economie van Antigua en Barbuda wordt gedomineerd door toerisme dat in 2018 verantwoordelijk was voor 70% van het bruto binnenlands product. Het land heeft een fors handelstekort. Het belangrijkste exportproduct in 2020 waren schepen, en de belangrijkste handelspartner was Polen.
Antigua en Barbuda is een belastingparadijs waar geen belasting hoeft te worden betaald voor bedrijven die in het land zijn gevestigd. Het is mogelijk staatsburgerschap van Antigua en Barbuda te verkrijgen na een donatie van ten minste 100.000 dollar in het nationaal ontwikkelingsfonds of de aanschaf van 400.000 dollar aan onroerend goed, en de aanvrager moet minstens vijf dagen in Antigua en Barbuda verblijven gedurende de eerste vijf jaar. Sinds 2017 geldt voor houders van een paspoort uit Antigua en Barbuda een visumplicht voor Canada.
De munteenheid is de Oost-Caribische dollar.

## Transport

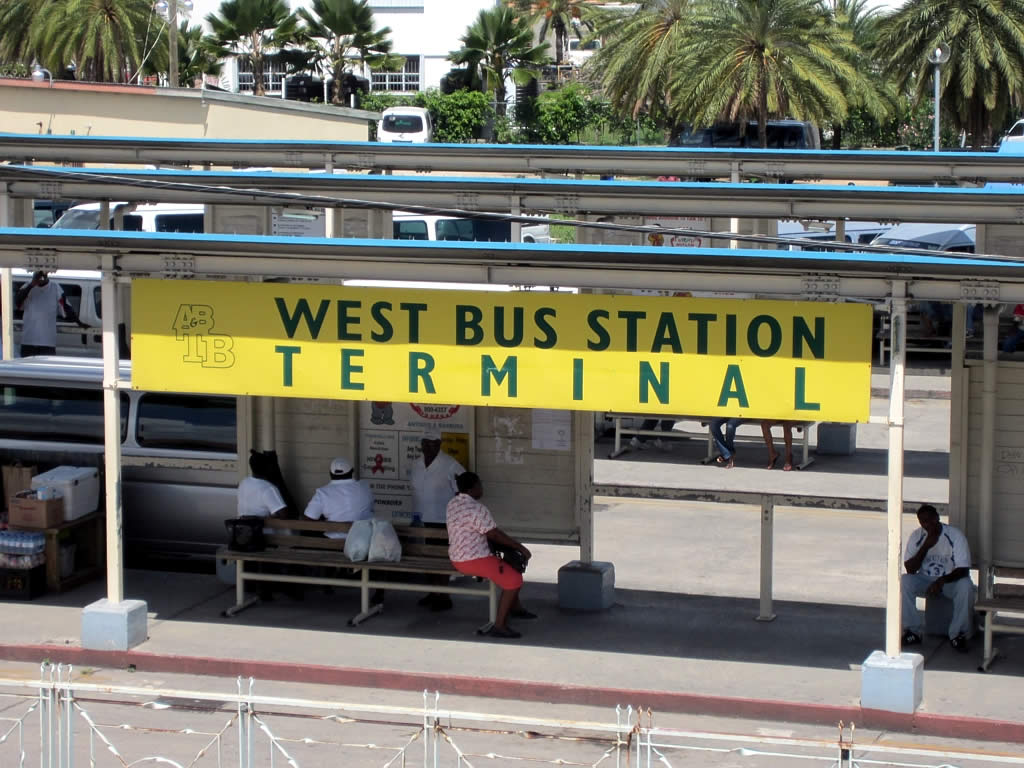
West Bus Station in Saint John's

Het belangrijkste vliegveld van Antigua en Barbuda is V. C. Bird International Airport dat zich in de buurt van de hoofdstad Saint John's bevindt.
De Antigua Cruise Port wordt gebruikt door cruiseschepen en bevindt zich bij Saint John's. Er zijn verschillende jachthavens op Antigua. De havens voor vrachtschepen bevinden zich in St John's en Antigua in het zuiden van het eiland. Vanaf St. John's en Jolly Harbour bij Bolands vertrekken veerboten naar Barbuda. De overtocht duurt ongeveer 90 minuten.
Op Antigua rijden bussen naar de dorpen, stranden en bezienswaardigheden. Er kunnen auto's worden gehuurd maar een lokaal rijbewijs is verplicht en kost 50 Oost-Caribische dollar. De snelheidslimiet binnen de bebouwde kom is 32 km/u (20 mph) en 64 km/u (40 mph) buiten de bebouwde kom. De wegen zijn van redelijke kwaliteit, maar er moet rekening worden gehouden met loslopend vee. Het verkeer rijdt links.

## Afbeeldingen

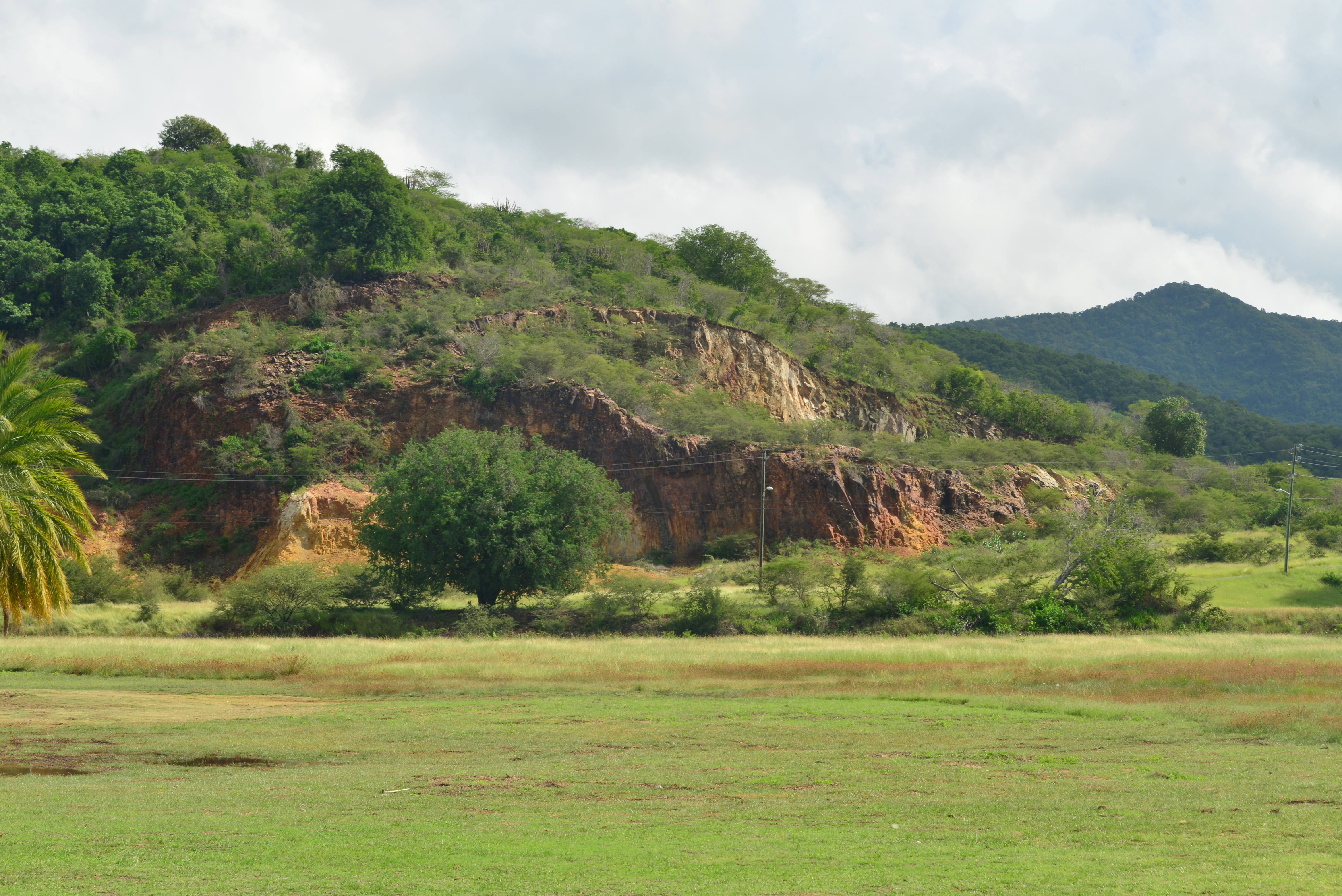
Valley Rd in Saint Mary
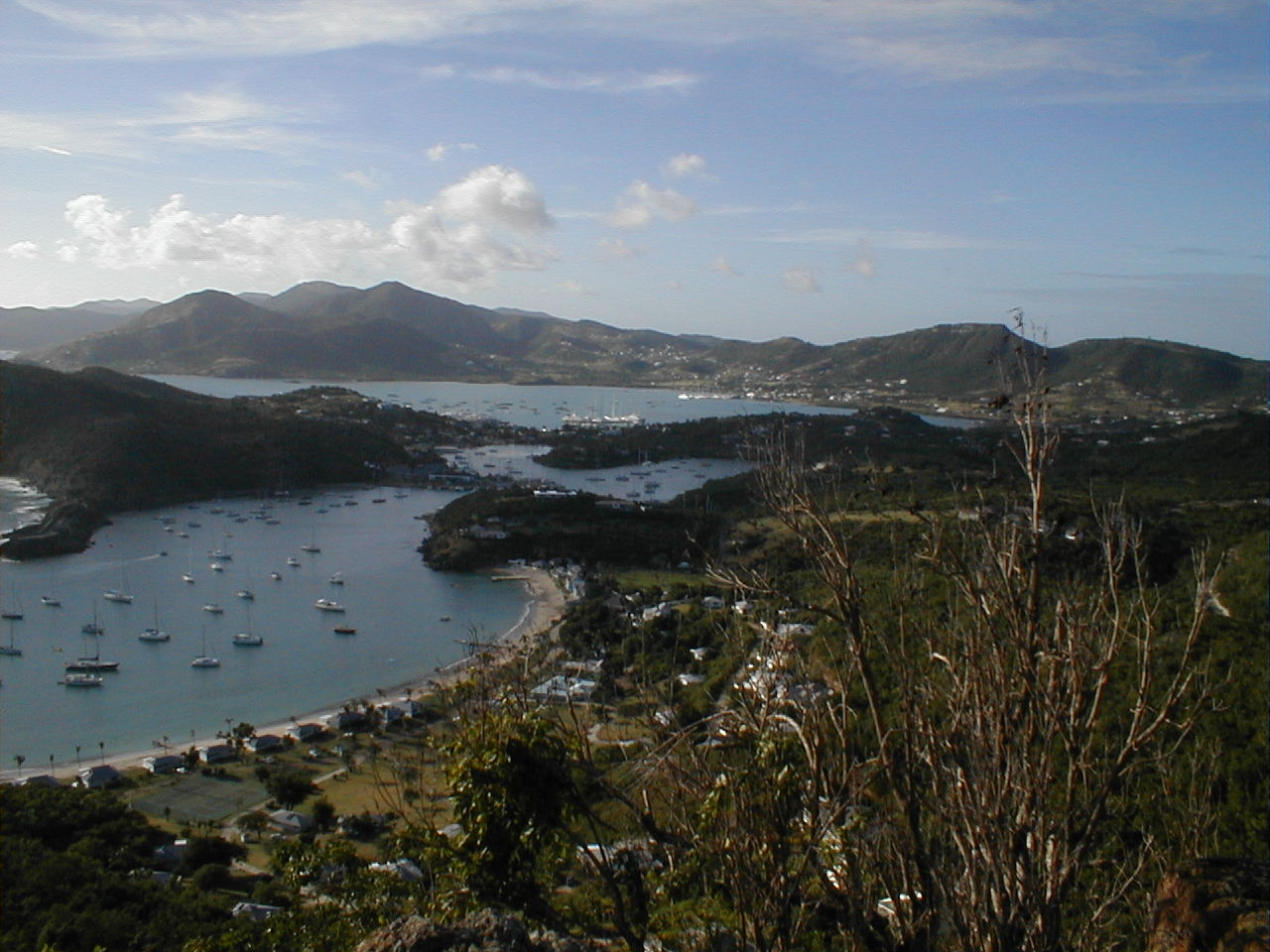
English en Falmouth haven (2000)
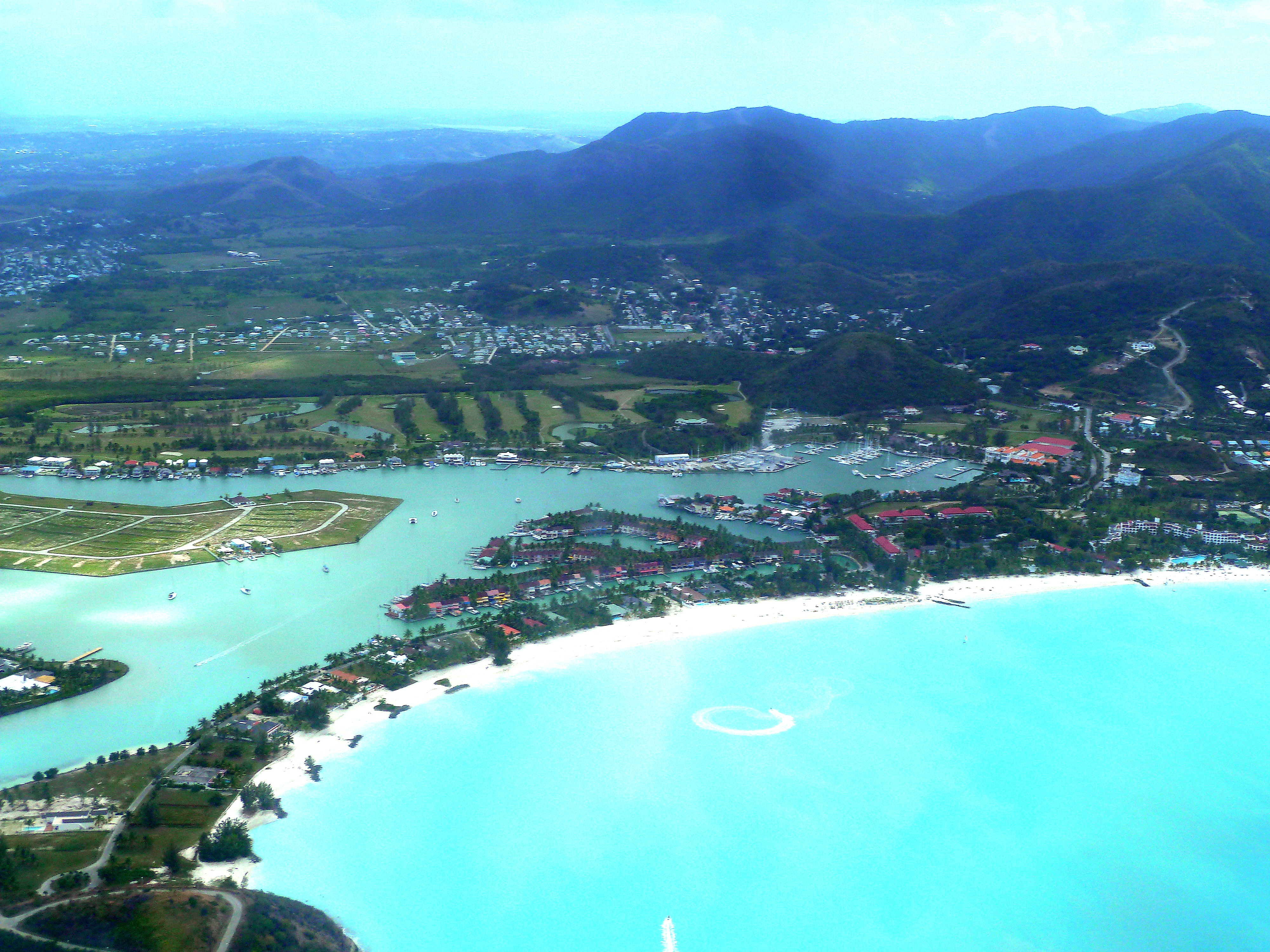
De kust bij Bolands
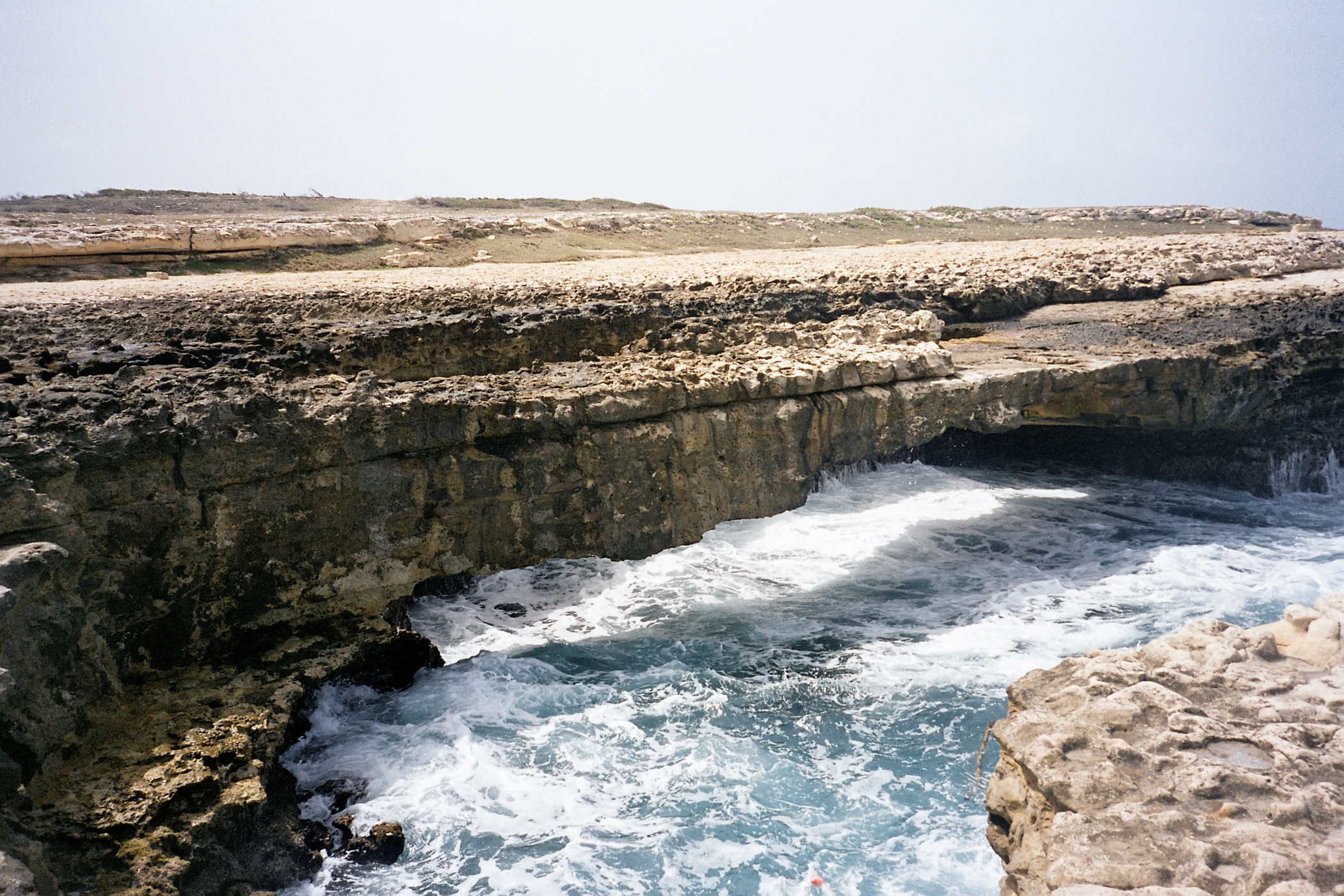
Devil's Bridge, een natuurlijke brug
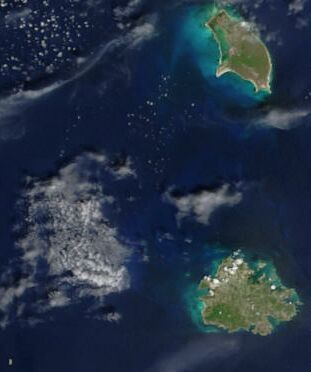
Satellietfoto (2002)
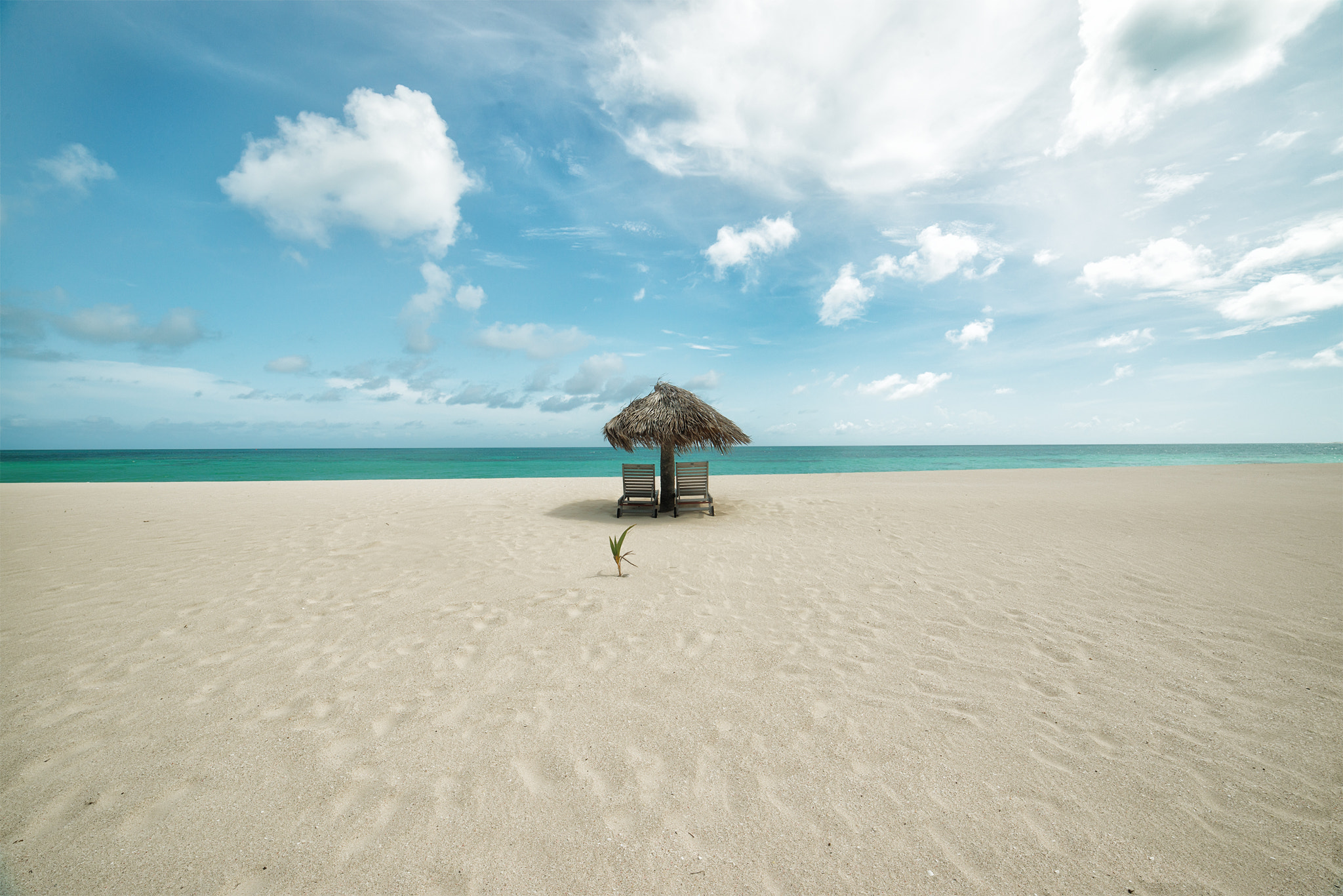
Low Bay Beach op Barbuda